# Thần kinh ngực trong
Thần kinh ngực trong (tiếng Anh: medial pectoral nerve) phát sinh từ bó trong (hoặc trực tiếp từ ngành trước của thân dưới) của đám rối thần kinh cánh tay, nhận các sợi C8 và N1.
Thần kinh đi phía sau 1/3 đầu của động mạch nách, đi cong về phía trước, giữa động mạch nách và tĩnh mạch, và hợp nhất với một sợi của thần kinh ngực ngoài ở phía trước động mạch nách.
Sau đó, thần kinh đi vào mặt sâu của cơ ngực bé, cho một số nhánh chi phối cơ bắp.
Hai hoặc ba nhánh xuyên qua cơ và kết thúc ở đầu ức của cơ ngực lớn. Thần kinh ngực trong xuyên qua cả cơ ngực bé và đầu ức của cơ ngực lớn. Thần kinh ngực ngoài chỉ xuyên qua đầu xương đòn của cơ ngực lớn.

## Hình ảnh bổ sung

Đám rối cánh tay